# Salinas (Uruguay)
Salinas ist eine Stadt im Süden Uruguays. 

## Geographie
Sie befindet sich am Rande des Río de la Plata an der Costa de Oro im Departamento Canelones in dessen Sektor 17. Salinas liegt östlich der Hauptstadt Montevideo in der Nähe der östlich gelegenen Badeorte Atlántida und Parque del Plata. Unmittelbar im Osten angrenzend an Salinas befindet sich Marindia. Westlich liegt Pinamar-Pinepark. 

## Infrastruktur

### Bildung
Salinas verfügt mit dem 1971/1980 gegründeten Liceo Nº 1 de Salinas über eine weiterführende Schule (Liceo).

### Verkehr
Mittig führt die Ruta Interbalnearia durch die Stadt, auf die dort Ruta 87 trifft.

## Einwohner
Salinas hat 8.626 Einwohner (Stand: 2011) (4.059 männliche, 4.567 weibliche Bewohner).
| Jahr | Einwohner |
| ---- | --------- |
| 1963 | 931       |
| 1975 | 1.866     |
| 1985 | 2.523     |
| 1996 | 5.279     |
| 2004 | 6.574     |
| 2011 | 8.626     |

Quelle: Instituto Nacional de Estadística de Uruguay

## Stadtverwaltung
Bürgermeister (Alcalde) von Salinas ist Salvador Bernal (Frente Amplio).

## Söhne und Töchter der Stadt
- Leandro Zazpe (* 1994), Fußballspieler